# Oman na Letnich Igrzyskach Olimpijskich 2000
Oman na Letnich Igrzyskach Olimpijskich 2000 reprezentowało sześciu zawodników.

## Skład kadry

### Lekkoatletyka

#### Konkurencje biegowe

##### Mężczyźni
| Zawodnik                                                                                     | Konkurencja      | Eliminacje | Eliminacje | Ćwierćfinały | Ćwierćfinały | Półfinały | Półfinały | Finał | Finał   | Źródło |
| Zawodnik                                                                                     | Konkurencja      | Czas       | Pozycja    | Czas         | Pozycja      | Czas      | Pozycja   | Czas  | Pozycja | Źródło |
| -------------------------------------------------------------------------------------------- | ---------------- | ---------- | ---------- | ------------ | ------------ | --------- | --------- | ----- | ------- | ------ |
| Mohamed Al-Houti                                                                             | Bieg na 200 m    | 21.19      | 5.         | NQ           | NQ           | NQ        | NQ        | NQ    | NQ      | [ 1 ]  |
| Hamoud Abdallah Al-Dalhami Mohamed Al-Houti Mohamed Said Al-Maskary Jahad Abdullah Al-Sheikh | Sztafeta 4x100 m | 39.82      | 6.         | —            | —            | NQ        | NQ        | NQ    | NQ      | [ 2 ]  |

### Pływanie

#### Mężczyźni
| Zawodnik          | Konkurencja          | Eliminacje | Eliminacje | Półfinały | Półfinały | Finał | Finał   | Źródło |
| Zawodnik          | Konkurencja          | Czas       | Pozycja    | Czas      | Pozycja   | Czas  | Pozycja | Źródło |
| ----------------- | -------------------- | ---------- | ---------- | --------- | --------- | ----- | ------- | ------ |
| Khalid Al-Kulaibi | 50 m stylem dowolnym | 26.96      | 68.        | NQ        | NQ        | NQ    | NQ      | [ 3 ]  |

### Strzelectwo

#### Mężczyźni
| Zawodnik          | Konkurencja                      | Eliminacje | Eliminacje | Final           | Final | Final   | Źródło |
| Zawodnik          | Konkurencja                      | Punkty     | Pozycja    | Punkty w finale | Suma  | Pozycja | Źródło |
| ----------------- | -------------------------------- | ---------- | ---------- | --------------- | ----- | ------- | ------ |
| Hilal Al-Rasheedi | Karabin pneumatyczny 10 m        | 579 pkt    | 44.        | NQ              | NQ    | NQ      | [ 4 ]  |
| Hilal Al-Rasheedi | Karabin małokalibrowy leżąc 50 m | 592 pkt    | 25.        | NQ              | NQ    | NQ      | [ 5 ]  |